# Otto Schiff
Otto Schiff (26 de abril de 1892 – 9 de julho de 1978) foi um esgrimista holandês que participou dos Jogos Olímpicos de Verão de 1928, sob a bandeira dos Países Baixos.